# Tekellina crica
Tekellina crica là một loài nhện trong họ Theridiidae.
Loài này thuộc chi Tekellina. Tekellina crica được miêu tả năm 1993 bởi Marques & Buckup.